# Breguet 22
Dimensions
Le Breguet 22 était un prototype d’avion de ligne réalisé par Breguet. Sa carrière fut très brève : entre son premier vol, le 14 septembre 1923 et sa destruction totale le 19 septembre 1923, il ne s’écoula que quatre jours.